# Jordan Carver
Jordan Carver, nom de scène d’Ina-Maria Schnitzer, née le 30 janvier 1986 à Trèves, est une mannequin allemande.

## Biographie

### Enfance et formation
Fille d'un parent né en Italie, elle grandit dans l'Eifel et suit une formation de réceptionniste d'hôtel. À Munich, elle reçoit une formation d'esthéticienne, puis a sa propre activité de maquilleuse.

### Carrière
En 2009, elle se présente sous son vrai nom pour être élue Miss Wiesn-Dirndl puis au concours du magazine SeaStar Discovery où elle est l'une des trois dernières candidates. Elle part aux États-Unis l'année suivante et prend le nom de Jordan Carver (Carver est l'équivalent anglais de Schnitzer) et se rajeunit de trois ans. Après s'être fait connaître par son site, elle travaille comme modèle pour des magazines ou des émissions de télévision masculins comme Playboy ou Zoo.
En 2011, on la voit dans Bild dans des poses de yoga pour faire connaître cette discipline. On la voit ensuite à la télévision comme sur ProSieben. En 2012, Carver a sa propre émission sur RTL II, intitulé Jordan Carver – Das Gesicht des Jahres.
En 2012, Carver apparaît aussi en compagnie de Gina-Lisa Lohfink, Micaela Schäfer et Sandra Lang dans les spots télévisés de Redcoon, vendeur en ligne.
En 2013, elle participe à l'émission de télé-réalité Wild Girls – Auf High Heels durch Afrika (de) puis fait une figuration dans le film suisse Who Killed Johnny (en).
En 2017, elle se retire de ses activités professionnelles antérieures et d'apparaître sous le pseudonyme.

### Vie privée
Elle a un fils en décembre 2016.